# Associazione Sportiva Dilettantistica San Martino di Lupari
L'Associazione Sportiva San Martino di Lupari è la principale società di pallacanestro femminile di San Martino di Lupari, in Provincia di Padova.
Gioca al Palasport comunale e ha disputato cinque stagioni in Serie A2, ottenendo la promozione in A1 nel 2013.

## Storia
La pallacanestro nasce a San Martino da un'iniziativa di don Angelo Martini agli inizi degli anni '50. La pallacanestro femminile, nasce invece nel 1979 su richiesta di un gruppo di ragazze. Allenate dalla "vecchia gloria" Arnaldo Pavan, la neonata squadra disputa il campionato di Promozione. Nel 1988-89 avviene il salto in serie C e nell'aprile del 1994 la promozione in serie B con l'allenatore Projetto. Dopo svariate stagioni in Serie B, conquista la serie A2 al termine della stagione 2007-08.
Il 1º maggio 2013 ottiene la promozione in Serie A1 dopo la vittoria per 62-56 contro la Pallacanestro Sanga Milano nella gara-2 della finale dei play-off.

## Cronistoria
| Cronistoria dell'A.S.D. San Martino di Lupari. |
| --- |
| - 1979 · Fondazione della sezione pallacanestro femminile del Centro Giovanile di San Martino di Lupari. - 1979-88 · ? - 1988-89 · promossa in Serie C. - 1989-93 · ? - 1993-94 · promossa in Serie B. - 1994-99 · disputa la Serie B. - 1999 · Distacco dalla Polisportiva Centro Giovanile e nascita dell'A.S.D. San Martino di Lupari. - 1999-05 · disputa la Serie B. - 2005-06 · 3ª nel girone B di Serie B d'eccellenza, eliminata in semifinale play-off. - 2006-07 · 2ª nel girone B di Serie B d'eccellenza, eliminata in semifinale play-off. - 2007-08 · 1ª nel girone B1 di serie B d'eccellenza, 1ª nella Poule Promozione B, promossa in Serie A2. - 2008-09 · 13ª nel girone Nord di Serie A2, vince i play-out. - 2009-10 · 8ª nel girone Nord di Serie A2, quarti di finale dei play-off promozione. - 2010-11 · 6ª nel girone Nord di Serie A2, quarti di finale dei play-off promozione. - 2011-12 · 2ª nel girone Nord di Serie A2, semifinalista dei play-off promozione. - 2012-13 · 2ª nel girone Nord di Serie A2, vince i play-off, promossa in Serie A1. - 2013-14 · Fila, 10ª in Serie A1. - 2014-15 · Fila, 3ª in Serie A1, quarti di finale play-off. Semifinalista di Coppa Italia. - 2015-16 · Fila, 5ª in Serie A1, quarti di finale play-off. - 2016-17 · Fila, 4ª in Serie A1, quarti di finale play-off. Secondo turno di Coppa Italia. - 2017-18 · Fila, 6ª in Serie A1, quarti di finale play-off. Semifinalista di Coppa Italia. - 2018-19 · Fila, 4ª in Serie A1, semifinalista play-off. Quarti di finale di Coppa Italia. - 2019-20 · Fila, in Serie A1 (campionato interrotto) - 2020-21 · Fila, 7ª in Serie A1, quarti di finale play-off. Quarti di finale di Coppa Italia. Quarti di finale di Supercoppa italiana. - 2021-22 · Fila, 8ª in Serie A1, quarti di finale play-off. Quarti di finale di Coppa Italia. - 2022-23 · Fila, 9ª in Serie A1. Quarti di finale di Coppa Italia. - 2023-24 · Alama, 7ª in Serie A1, quarti di finale play-off. Ottavi di finale di Coppa Italia. - 2024-25 · Alama, 5ª in Serie A1, semifinali play-off. Quarti di finale di Coppa Italia. |

## Allenatori
- 2003-2009 ·  Sandro Sinigaglia[2][3]
- 2008-2012 ·  Jacopo Lodde[3]
- 2012-2021 ·  Gianluca Abignente
- 2021-2023 ·  Lorenzo Serventi
- dal 2023 ·  Giuseppe Piazza

## Statistiche e record

### Partecipazione ai campionati
| Livello | Categoria            | Partecipazioni | Debutto   | Ultima stagione |
| ------- | -------------------- | -------------- | --------- | --------------- |
| 1º      | Serie A1             | 12             | 2013-2014 | 2024-2025       |
| 2º      | Serie A2             | 5              | 2008-2009 | 2012-2013       |
| 3º      | Serie B d'Eccellenza | 3              | 2005-2006 | 2007-2008       |

Il San Martino di Lupari ha disputato complessivamente 19 stagioni sportive a livello nazionale.

## Roster 2021-2022
Numeri di maglia.
| Fila San Martino di Lupari | Fila San Martino di Lupari |
| Giocatrici                 | Staff tecnico              |
| -------------------------- | -------------------------- |

| 1  | Stati Uniti (bandiera) | A  | Shae Kelley            | 1991 | 185 cm |  |  |
| 2  | Italia (bandiera)      | PG | Anna Fontana           | 2004 | 168 cm |  |  |
| 3  | Italia (bandiera)      | PG | Irene Guarise          | 2003 | 166 cm |  |  |
| 4  | Italia (bandiera)      | G  | Veronica Antonello     | 2003 | 175 cm |  |  |
| 5  | Italia (bandiera)      | A  | Marcella Filippi (C)   | 1985 | 186 cm |  |  |
| 7  | Italia (bandiera)      | PG | Ilaria Milazzo         | 1994 | 172 cm |  |  |
| 8  | Italia (bandiera)      | A  | Giorgia Mini           | 2004 | 185 cm |  |  |
| 9  | Italia (bandiera)      | PG | Giulia Ianezic         | 2000 | 180 cm |  |  |
| 10 | Italia (bandiera)      | G  | Sofia Frigo            | 2004 | 174 cm |  |  |
| 10 | Lettonia (bandiera)    | AC | Karlīne Pilābere       | 1990 | 186 cm |  |  |
| 11 | Italia (bandiera)      | A  | Silvia Pastrello       | 2001 | 180 cm |  |  |
| 13 | Italia (bandiera)      | PG | Francesca Romana Russo | 1996 | 178 cm |  |  |
| 15 | Stati Uniti (bandiera) | G  | Chelsea Mitchell       | 1997 | 175 cm |  |  |
| 16 | Italia (bandiera)      | A  | Sofia Taeko Varaldi    | 2003 | 188 cm |  |  |
| 17 | Italia (bandiera)      | A  | Arianna Arado          | 2004 | 186 cm |  |  |
| 19 | Italia (bandiera)      | G  | Alice Peserico         | 2002 | 173 cm |  |  |
| 20 | Italia (bandiera)      | A  | Daba Diakhoumpa        | 2005 | 188 cm |  |  |

| Allenatore                                                                               |
| - Lorenzo Serventi                                                                       |
| Assistente/i                                                                             |
| - Marco Turi Legenda - (C) Capitano - Infortunato Roster Aggiornato al: 24 febbraio 2022 |